# Suluan
Suluan é uma ilha das Filipinas, a leste do golfo de Leyte, na província de Samar Oriental. Suluan fica perto das ilhas Homonhon e Calicoan, no município de Guiuan.
Suluan foi a primeira ilha em que a armada de Fernão de Magalhães ancorou quando chegou às Filipinas, em 16 de março de 1521.